# Джонсон, Энн-Мари
Энн-Мари Джонсон (англ. Anne-Marie Johnson, род. 18 июля 1960) — американская актриса и бывший вице-президент Гильдии актёров США.

## Биография
Энн-Мари Джонсон родилась в Лос-Анджелесе, штат Калифорния и закончила со степенью бакалавра искусств Калифорнийский университет в Лос-Анджелесе. Её первая регулярная роль на телевидении была в недолго просуществовавшем ситкоме 1984 года «Двойная неприятность». Она получила первую известность благодаря своей роли в ситкоме «Что происходит сейчас!», где снималась с 1985 по 1988 год, а между этим была заметна в сериале «Блюз Хилл стрит».
Джонсон добилась наибольшей известности благодаря своей роли в драматическом сериале «Полуночная жара», где она снималась с 1988 по 1993 год. После ухода из шоу она вернулась к своим комедийным корням, выступая в течение сезона в скетч-шоу «В ярких красках». В последующие годы она была заметна благодаря второстепенным ролям в сериалах «Мелроуз Плейс» (1995—1996), «Военно-юридическая служба» (1997—2002) и «Подруги» (2003—2004).
В дополнение к телевизионной работе, Джонсон появилась в нескольких кинофильмах, таких как «Голливудский расклад» (1987), «Я достану тебя, ублюдок» (1988), «Робот Джокс» (1989), «Смена личности» (1991), «Только бизнес» (1991) и «Возвращение к истокам» (1998).
С 1 января 1996 года замужем за актёром Мартином Греем.

## Избранная фильмография
| Год  |   | Русское название | Оригинальное название | Роль          |
| ---- | - | ---------------- | --------------------- | ------------- |
| 2014 | с | Погоня за жизнью | Chasing Life          | Арианна       |
| 2015 | с | Милые обманщицы  | Pretty Little Liars   | Клэр Хендлман |